# Fleur van de Kieft
Fleur Nicolette Andrea van de Kieft (Amsterdã, 22 de outubro de 1973) é uma ex-jogadora de hóquei sobre a grama neerlandesa que atuava como atacante. Disputou pela seleção de seu país duas edições dos Jogos Olímpicos, conquistando em ambas a medalha de bronze.

## Carreira

### Olimpíadas de 1996
Nos Jogos de Atlanta de 1996, Fleur e suas companheiras de equipe levaram a seleção neerlandesa à conquista da medalha de bronze do torneio olímpico. Na partida de disputa do terceiro lugar, os Países Baixos empataram em 0 a 0 com a Grã-Bretanha no tempo regular, e venceram nos tiros livres.

### Olimpíadas de 2000
Nos Jogos de Sydney de 2000, Fleur e suas companheiras de equipe levaram a seleção neerlandesa à conquista da medalha de bronze do torneio olímpico. Na primeira fase, os Países Baixos terminaram em terceiro lugar do grupo. Na segunda fase, composta por um único grupo de seis equipes, as neerlandesas também ficaram em terceiro, classificando-se assim para a disputa do bronze. Nesta partida, Fleur van de Kieft ajudou seu time na vitória de 2 a 0 sobre a Espanha.